# 러시 앤 어택
러시 앤 어택(Rush'n Attack)은 코나미가 1985년 북아메리카 아케이드용으로 개발하고 출시한 진행형 슈팅 게임이다. 패밀리 컴퓨터와 MS-DOS PC용으로 이식되었다. 냉전을 배경으로 하였기 때문에 러시안 어택(Russian attack)이라는 구절이 사용된다. 일부 국가에서는 그린 베렛(Green Beret)이라는 제목으로 출시되었고 가정용 컴퓨터로 이식되면서 아케이드와 가정용 컴퓨터 두 곳에 모두 상업적인 성공을 거두었다.

## 평가
| 평론 점수 평론사 점수 Arcade C64 NES PC ZX ACE [ 3 ] [ 3 ] [ 3 ] 크래시 88% [ 4 ] CVG 34/40 [ 5 ] 83% [ 6 ] 34/40 [ 5 ] 드래곤 [ 7 ] 싱클레어 유저 [ 8 ] 유어 싱클레어 9/10 [ 9 ] Commodore User Positive [ 10 ] Computer Gamer Positive [ 11 ] |          |       |      |       |       |
| 평론 점수 |          |       |      |       |       |
| 평론사 | 점수     | 점수  | 점수 | 점수  | 점수  |
| 평론사 | Arcade   | C64   | NES  | PC    | ZX    |
| ACE |          | [ 3 ] |      | [ 3 ] | [ 3 ] |
| 크래시 |          |       |      |       | 88%   |
| CVG |          | 34/40 | 83%  |       | 34/40 |
| 드래곤 |          |       |      | [ 7 ] |       |
| 싱클레어 유저 |          |       |      |       | [ 8 ] |
| 유어 싱클레어 |          |       |      |       | 9/10  |
| Commodore User | Positive |       |      |       |       |
| Computer Gamer | Positive |       |      |       |       |

## 같이 보기
- 콘트라 (비디오 게임)